# Ander Herrera
Ander Herrera Agüera (født 14. august 1989) er en spansk professionel fodboldspiller, som spiller for La Liga-klubben Athletic Bilbao.

## Baggrund
Ander Herrera er søn af den tidligere professionelle fodboldspiller Pedro Herrera.

## Klubkarriere

### Real Zaragoza
Herrera begyndte sin karriere hos Real Zaragoza, og fik sin professionelle debut med klubben i sæsonen 2008-09, hvor de på daværende tidspunkt spillede i den næstbedste spanske række, Segunda División. Han etablerede sig hurtigt som en fast mand på holdet.

### Athletic Bilbao
Det blev i februar 2011 annonceret, at Herrera ville skifte til sit lokalhold Athletic Bilbao i juli af samme år. Han spillede i sine 3 år i klubben som fast mand på holdet.

### Manchester United
Herrera skiftede i juni 2014 til Manchester United. Han vandt i maj 2016 sit første klubtrofæ, da United vant FA Cup-finalen imod Crystal Palace.
Hans bedste sæson i sin tid hos Manchester United var 2016-17, hvor han spillede en central rolle i klubbens Europa League mesterskab, og som resultat blev kåret til Sir Matt Busby Player of the Year.

### Paris Saint-Germain
Efter kontraktudløb med Manchester United, skiftede Herrera i juli 2019 til Paris Saint-Germain.

### Athletic Bilbao retur
Herrera blev i august 2022 lejet tilbage til sin tidligere klub Athletic Bilbao med en købsoption. I januar 2023 blev klubberne enige om at gøre skiftet permanent.

## Landsholdskarriere

### Ungdomslandshold
Herrera har repræsenteret Spanien på flere ungdomsniveauer. Han var del af Spaniens trup som vandt U/21-EM i 2011.

### Olympiske landshold
Herrera var del af Spaniens trup til sommer-OL 2012.

### Seniorlandshold
Herrera debuterede for Spaniens landshold den 15. november 2016.

## Titler
Manchester United
- FA Cup: 1 (2015-16)
- EFL Cup: 1 (2016-17)
- FA Community Shield: 1 (2016)
- UEFA Europa League: 1 (2016-17)

Paris Saint-Germain
- Ligue 1: 2 (2019-20, 2021-22)
- Coupe de France: 2 (2019-20, 2020-21)
- Coupe de la Ligue: 1 (2019-20)
- Trophée des Champions: 1 (2019, 2020)

Spanien U/21
- U/21-Europamesterskabet: 1 (2011)

Individuelle
- U/21-Europamesterskabet Turneringens hold: 1 (2011)
- Sir Matt Busby Player of the Year: 1 (2016-17)
- UEFA Europa League Sæsonens hold: 1 (2016-17)